# Pararotalia
Pararotalia es un género de foraminífero bentónico de la subfamilia Pararotaliinae, de la familia Rotaliidae, de la superfamilia Rotalioidea, del suborden Rotaliina y del orden Rotaliida. Su especie tipo es Rotalina inermis. Su rango cronoestratigráfico abarca desde el Coniaciense (Cretácico superior) hasta la Actualidad.

## Clasificación
Se han descrito numerosas especies de Pararotalia. Entre las especies más interesantes o más conocidas destacan:
- Pararotalia inermis
- Pararotalia mackayi

Un listado completo de las especies descritas en el género Pararotalia puede verse en el siguiente anexo.